# Lenguas otopameanas
Las lenguas otopameanas u otopames son una subfamilia de lenguas otomangueanas del centro de México habladas en los estados de México, Hidalgo. Constituyen el núcleo prototípico de las lenguas otomanguenas occidentales.

## Clasificación
Hasta el siglo XX las lenguas otomangueanas occidentales no había sido convenientemente estudiadas en su conjunto. Si bien es cierto que en el siglo XVII ya aparecieron algunos esbozos gramaticales de varias de estas lenguas, el parentesco no quedó claramente asentado hasta el estudio de  Jacques Soustelle hacia 1935. Orozco y Berra (1864) había reconocido el parentesco entre el mazahua y el otomi, Pimentel (1874) relacionó el otomí-mazahua con el pame y el chichimeca-jonaz y a su vez relacionó estaslenguas con el otomí, de ahí el nombre oto-pame. Finalmente Soustelle probó también el parentesco del matlatzinca-tlahuica con el resto de lenguas otopames.
El otomí y el mazahua son las lenguas más cercanas entre sí, también muestran una clara relación el matlatzinca y el tlahuica, y en menor medida que los pares anteriores las lenguas pames y el chichimeca-jonaz. Las relaciones léxicas anteriores son confirmadas por las similitudes gramaticales. De hecho, las relaciones anteriores ya fueron notadas por Jacques Soustelle (1937) en el primer estudio extensivo de esta familia, dicho autor encontró los siguientes porcentajes de similitud:
|          | Matlatz. | Pame   | Chichim. |
| -------- | -------- | ------ | -------- |
| Otomí    | 58-65%   | 33%    | 21%      |
| Matlatz. |          | 26-35% | 20-25%   |
| Pame     |          |        | 32-38%   |

Por lo que tentativamente el árbol filogenético de diferenciación que mejor explica las similitudes de la familia es el siguiente: 

|  | Mazahua |
|  |         |
|  | Otomí   |
|  |         |

|  | Matlatzinca |
|  |             |
|  | Tlahuica    |
|  |             |

|  | Mazahua |
|  |         |
|  | Otomí   |
|  |         |

|  | Matlatzinca |
|  |             |
|  | Tlahuica    |
|  |             |

|  | Jonaz |
|  |       |
|  | Pame  |
|  |       |

|  | Mazahua |
|  |         |
|  | Otomí   |
|  |         |

|  | Matlatzinca |
|  |             |
|  | Tlahuica    |
|  |             |

|  | Mazahua |
|  |         |
|  | Otomí   |
|  |         |

|  | Matlatzinca |
|  |             |
|  | Tlahuica    |
|  |             |

|  | Jonaz |
|  |       |
|  | Pame  |
|  |       |

Una evaluación moderna, basada en la similitud léxica, el proyecto comparativo proyecto ASJP que sólo considera matlatzinca, el tlahuica, el mazahua y el otomí coincide con el árbol filogenético anterior por lo que respecta a esas lenguas.

## Descripción lingüística

### Fonología
Todas las lenguas otopames son lenguas tonales el número de tonos suele estar entre dos y tres. En estas lenguas los fonemas alveolares /t, d; ʦ, ʣ/ presentan alófonos prenasalizados [ⁿt, ⁿd; ⁿʦ, ⁿʣ] cuando a la palabra se le añade un prefijo.

### Gramática
Todas estas lenguas usan predominantemente los prefijos más que los sufijos. La morfología nominal es en general simple, siendo tal vez el punto más complejo el uso de clasificadores fosilizados en ciertas categorías. En el pronombre se distinguen tres personas y tres números (singular, dual y plural). El orden básico de sujeto, verbo y objeto es VSO y en cuanto a las adposiciones, sólo existen preposiciones (estas dos características junto con el uso preferente de prefijos, están relacionadas con el hecho de que las lenguas otopames suelen colocar el núcleo sintáctico al principio del sintagma y sus complementos tras este).
La morfología nominal es relativamente simple haciendo un uso limitado de la derivación y la flexión. No existe género gramatical propiamente dicho, aunque en los sustantivos referidos a personas y animales suele incluirse algún prefijo para indicar sexo femenino (tsu-, su-, šu-, ču-). La forma típica de un sustantivo es la siguiente:

{\displaystyle {\mbox{Pre}}_{1}-({\mbox{Pre}}_{2})-{\mbox{RAIZ}}\,}

Donde {\displaystyle {\mbox{Pre}}_{1}} es un sufijo flexivo obligatorio que indica el número (diferenciando frecuentemente en el singular entre [+humano] y [-humano]; {\displaystyle {\mbox{Pre}}_{2}} un posible sufijo derivativo que frecuentemente es un diminutivo, o un nominalizador (de agente, o de acción verbal). A veces la raíz es en realidad una composición de dos raíces. El verbo tiene la estructura:

{\displaystyle {\mbox{Suj.TAM}}-{\mbox{RAIZ}}-({\mbox{Obj}})-({\mbox{Num}})\,}

Donde {\displaystyle {\mbox{Suj.TAM}}} es un prefijo sincrético que extresa tanto la persona del sujeto como las categorías TAM, {\displaystyle {\mbox{Obj}}} aparece en verbos transitivos y expresa el pronombre objeto, finalmente {\displaystyle {\mbox{Num}}} expresa el plural de la persona sujeto. El siguiente cuadro reproduce los prefijos de tiempo y persona en mazahua, otomí y matlatzinca:
| Tiempo   | Persona | Mazahua  | Otomí    | Matlatzinca |
| -------- | ------- | -------- | -------- | ----------- |
| Presente | 1ª      | ti-      | di-      | tu-, tuh-   |
| Presente | 2ª      | ki-      | gi-      | iʔ-, ih-    |
| Presente | 3ª      | y-       | yi-      | kuʔ-, kuh-  |
| Pasado   | 1ª      | to-      | to-, tu- | ta-         |
| Pasado   | 2ª      | gi-      | gu-      | ʔi-         |
| Pasado   | 3ª      | pi-, po- | bi-, pa- | Ø           |
| Futuro   | 1ª      | ta-      | gu-      | ruh-        |
| Futuro   | 2ª      | te-      | gi-      | riʔi-       |
| Futuro   | 3ª      | ta-      | ta-      | (ki-)ta-    |

### Comparación léxica
Tanto el otomí, como el mazahua, el matlatzinca-tlahuica y el pame presentan una importante variación interna. A partir las diferentes formas pueden reconstruirse las formas del protootomí, el protomazahua, el protomatlatzinca y el protopame, a continuación se da una lista comparada de términos reconstruido para cada una de las lenguas otopames:
| GLOSA        | proto- mazahua | proto- otomí | proto- matlatzinca | proto- pame | chichimeca- jonaz | PROTO- OTOPAME |
| ------------ | -------------- | ------------ | ------------------ | ----------- | ----------------- | -------------- |
| 1            | *ndaha         | *nʔa         | *ndá               | *nda        | nãnta             | *nʔa           |
| 2            | *ye-he         | *yó-hó       | *-nó               | *nui        | ta-henes          | *yo-hũ         |
| 3            | *niʔi          | *hiũ         | *-yu/*-šu          | *-yũʔ       | ti-nʔun           | *nʰĩo, *ʔyũ    |
| 4            | *ʣi-ho         | *góhó        | *ku-nhó            | *ki-nui     | tipʔim            | *ki-hũ         |
| 5            | *ʦičʔa         | *kĭtʔa       | *kwitʔa            | *kikʔai     |                   | *kitʔa         |
| 6            | *ʔɾa-tó        | *ʔɾa-nhtó    |                    |             | *ʔna-tó           | *ʔná-ʔtó       |
| 7            | *ye-nčo        | *yo-htó      | *ñe-nto            |             |                   | *yo-nto        |
| 8            | *ni-nčo        | *hñã-htó     | *ñe-kunhó          |             |                   | *ñuʔ+5         |
| 9            | *ʣi-nčo        | *gíhtó       |                    |             |                   | *gíntó         |
| 10           | *ye-čʔa        | *ʔɾɛtʔa      | *ndah-tʔa          |             |                   |                |
| 'cabeza'     | *niʔ           | *ñá (<*yã)   | *nu                | *kənaw      | ka-zã             | *ñiã           |
| 'ojo'        | *nto           | *di          | *nta               | *nta        |                   | *ntɔ           |
| 'oreja'      |                | *gũ          | či                 | či          | sigã              | *-gõ           |
| 'nariz'      |                | *šíñũ´       | *máši              | *šiñũ(?)    | kanu              | *šíñũ´         |
| 'boca'       |                | *né          | *ná                | *kVne       | ũni               | *né            |
| 'labio'      |                | *šíné        | *šíñi              |             | ʦini              | *šíñi          |
| 'mano'       | *yeʔ           | *ʔyé         | *yé                |             |                   | *ʔyé           |
| 'pie'        | *kwa           | *gwá         | *mo                | *mokwa      |                   | *koa           |
| 'piel'       |                | *šipʔani     | *šipáni            | *šimpali    | ɾise              | *šipáni        |
| 'sangre'     | *kʔi           | *khí         | *číhya             | *-kʔe       |                   | *khí           |
| 'maíz'       | *dečo          | *detã        | *datʔwi            | *tʔwã       | -zu               | *detʔwã        |
| 'tortilla'   |                | *hmẽ         | *mhéwi(?)          | *mẽ         |                   | *mʰẽ           |
| 'chile'      | *ʔi            | *ʔí          | *himí              | *-hi        |                   | *hí            |
| 'tomate'     |                |              | *de-mpa            | *(m)pay     | emba              | *(m)pa         |
| 'frijol'     |                | *khi         | čnə                | *kʔwi(?)    | kãn-kʔe           | *kʔwikʰiHC-ʔ   |
| 'maguey'     |                | *khwa        | šuni               | *ndoa       |                   | *nʔoa          |
| 'sal'        | *ʔõ            | *ʔũ          | *tʔuši             | *tʔũs       | ɾʔus              | *tʔũs          |
| 'carne'      | *n-ge          | *n-gí        | *ríní              | *mpak-(?)   |                   | *nkoeHC        |
| 'comer'      |                | *ʦí-         | *ʦíʦí              | *si-        |                   | *ʦí-           |
| 'sembrar'    |                | tuhu         | tuhu               | tũũ         | tu                | *tũhũ          |
| 'morir'      | ɾũ             | dũ           | *ntúwi             | *tũ         |                   | *tũ            |
| 'abrir'      |                | *šoki        | šóʔkí              | šoki        |                   | *šóʔkí         |
| 'perro'      |                | ʔyó          | síní               | *ndʔo-      |                   |                |
| 'caballo'    | *phari         | *phani       | *pahli             | *pahal      |                   | *phani         |
| 'serpiente'  |                | *kʔẽnã       | čʔíni              | čʔi         |                   |                |
| 'bosque'     |                | *za          | *nʦaa              | *ʣa         |                   | *za(a)         |
| 'flor'       |                | *dʌní        | *təni              | *ndo-ni     |                   | *n-də-ni       |
| 'tierra'     | *homʔwĩ        | *hɔi         |                    | kimpo       | kumbo             |                |
| 'montaña'    | *tʔehe         | *tʔʌhʌ       |                    | *tʔoe       |                   | *tʔiʌhiʌ       |
| 'piedra'     | *ndo           | *dó          | *nto               | *ki-nto     | ku-ɾo             | *tó            |
| 'metate'     |                | *kʔini       | *kiní              | *kʔini      |                   | *kʔini         |
| 'sol, luz'   | *hyaɾi         | *hyádi       | *yahbi             |             |                   | *hyádi         |
| 'cielo'      | *hɛ̃se          | *hẽʦʔi       |                    |             |                   |                |
| 'agua'       | *dehe          | *déhé        | *ntá-wi            | *nte        | ku-ndi            | *n-dé-         |
| 'fuego'      |                | *ʦibi        | *ʦipi              | *ʦipi       |                   | *ʦibi          |
| 'frío'       | *se(e)         | *ʦɛ´         | *ʦé                | *ʦe(e)      | se                | *ʦé            |
| 'calor, día' | *pa            | *pa          | *pá-               | *(ma)pa     | mapa              | *-pá           |
| 'noche'      | *šõmwi         | *(n-)šũi     | *šũi               | *sãw        |                   | *šõi           |
| 'año'        | *kʔe-          | *kʔeya       | *kʔiči             | čyii        |                   | *kʔey-         |
| 'casa'       | *gũ-mwĩ        | *n-gũ        | *báʔni             |             |                   |                |
| 'mujer'      | *ndi-šu        | *(ši-)ʦu-    | *šu-               | kʔuy / čuy  |                   | *ʦu            |

En la tabla anterior hemos escrito ⁿt, ⁿd; ⁿʦ, ⁿʣ/, pero igualmente podríamos haber escrito t, d; ʦ, ʣ ya que la diferencia entre los dos tipos de sonidos es sólo alofónica, no fonémica.